# Diecezja Calgary
Diecezja Calgary (łac. Diœcesis Calgariensis) – diecezja Kościoła rzymskokatolickiego w metropolii Edmonton w Kanadzie. Swym zasięgiem obejmuje południową część świeckiej prowincji Alberta.

## Historia
Diecezja została kanonicznie erygowana 30 listopada 1912 roku przez papieża Piusa X podczas reorganizacji struktur kościelnych w prowincji Alberta. Wyodrębniono ją z ówczesnej diecezji Saint Albert.

## Główne świątynie
- Katedra: Katedra Najświętszej Maryi Panny w Calgary

## Biskupi diecezjalni
- John Thomas McNally (1913 − 1924)
- John Thomas Kidd (1925 − 1931)
- Peter Joseph Monahan (1932 − 1935)
- Francis Patrick Carroll (1935 − 1966)
- Francis Joseph Klein (1967 − 1968)
- Paul John O'Byrne (1968  −1998)
- Frederick Henry (1998 − 2017)
- William McGrattan (od 2017)